# Ігл-Рівер (Анкоридж)

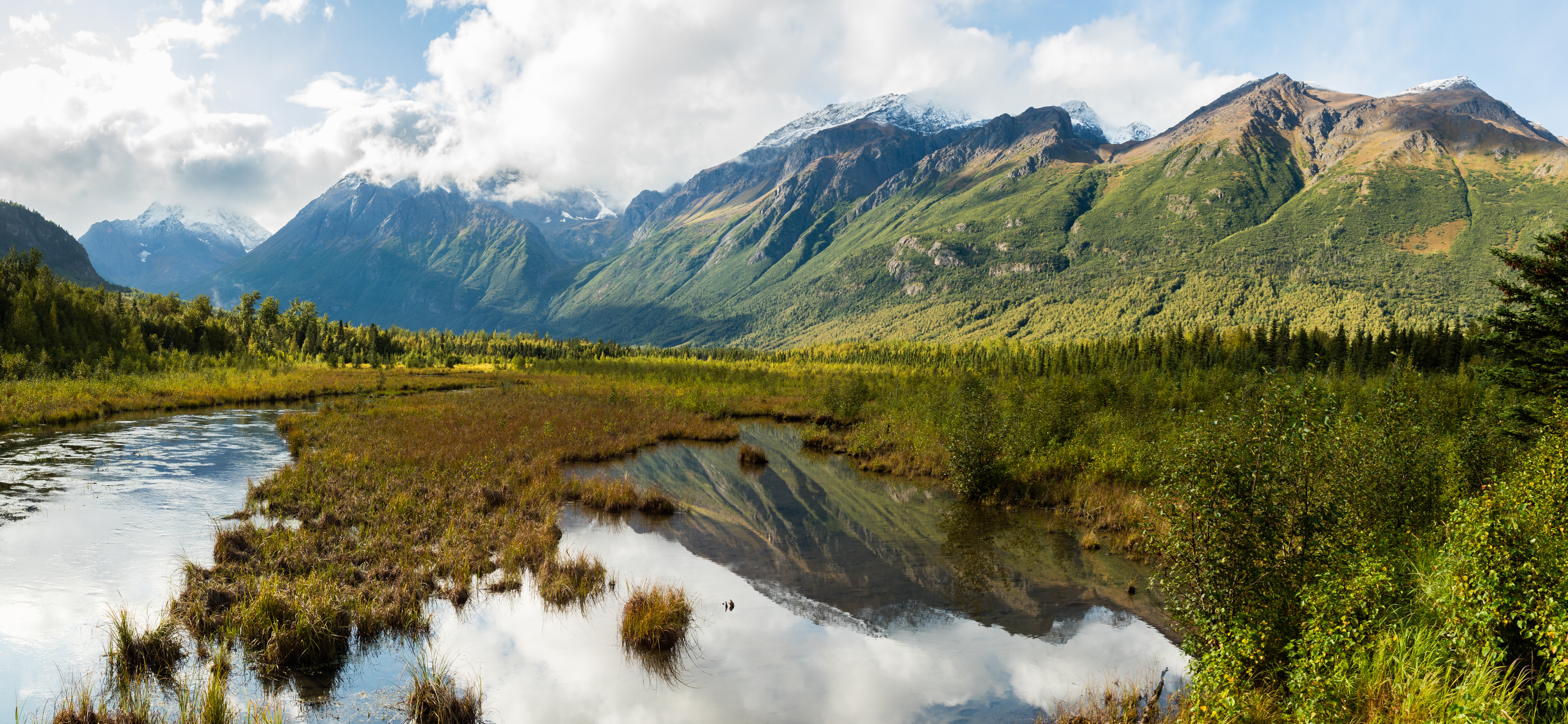
Вид на гірський пейзаж у верхів'ях долини річки Ігл-Рівер.

Ігл-Рівер (англ. Eagle River, укр. Річка Орел, Орлина річка) — громада (англ. community) в межах боро Анкоридж. Розташована на річці Ігл-Рівер, за якою вона й названа. Територіально знаходиться між об'єднаною міжвидовою військовою базою повітряних сил та армії США Елмендорф-Річардсон та державним парком Чугач у Чугацьких горах.
Громада була приєднана до боро Анкоридж у 1970-ті роки. З одного боку, Ігл-Рівер функціонує як передмістя Анкориджу, де багато мешканців працюють, купують або беруть участь у громадському житті. Значну частину громади складають також мешканці сусідньої військової бази. З іншого боку, громада сама по собі є важливим діловим центром між Васіллою та Анкориджем. Якби Ігл-Рівер не входила до боро Анкоридж, вона була б віднесена до числа п'яти найбільших міст Аляски.

## Історія
Область Ігл-Рівер (і Чугяк) історично складалася з власницьких ферм, які використовували землі для особистого зайняття сільським господарством.
1939 року назва регіону Ігл-Рівер вперше була повідомлена Геологічною службою США, а 1961 року створене поштове відділення. 
1964 року державна законодавча влада вперше поділила штат на сім районів. Протягом наступного десятиліття багато мешканців району заперечували проти того, щоб територія Чугяк — Ігл-Рівер стала частиною Великого району Анкоридж (англ. Greater Anchorage Area Borough). Окремий район Чугяк — Ігл-Рівер був створений 1974 року, але незабаром був скасований після того, як Верховний суд Аляски (англ. Alaska Supreme Court) визнав це рішення неконституційним.
Незважаючи на місцеве протистояння, і Чугяк, і Ігл-Рівер були приєднані до боро Анкоридж, коли місто Анкоридж та Великий район Анкоридж були об'єднані 1975 року. Намагання відокремитись поновилися близько 2000 року, а потім на деякий час стали менш помітними, коли громада побачила приплив людей, які мають соціальні та економічні зв'язки з Анкориджем та сусідньою військовою базою. Однак переговори про відокремлення розпочалися знову 2019 року.

## Демографія
1960 року Ігл-Рівер вперше з'явилася в переписі США як «немуніципальне село» (англ. unincorporated village), і 1970 року вдруге. 1975 року громада була приєднана до Анкориджу.
Перепис 2000 року виявив 22 236 осіб населення в Ігл-Рівер і додатково 8000 осіб у населених пунктах на північному сході: Чугяк, Бірчвуд, Пітерс-Крик, Сандербьорд-Фолс й Еклютна. Близько 30 000 осіб мешкають в районах Ігл-Рівер і Чугяк, по обидва боки шосе Гленна (англ. Glenn Highway). Багато персоналу з об'єднаної військової бази Елмендорф-Річардсон (колишні окремі Форт Річардсон та Авіабаза Елмендорф) проживають в Ігл-Рівер. Багато цивільних мешканців району їздять на роботу до міського центру «Анкоридж Боул» (англ. Anchorage bowl).